# Stephanopora perelegans
Stephanopora perelegans är en mossdjursart som först beskrevs av Harmer 1957.  Stephanopora perelegans ingår i släktet Stephanopora och familjen Exechonellidae. Inga underarter finns listade i Catalogue of Life.